# البطولات الأسترالية 1938 (كرة مضرب)
هنا قائمة بالبطولات الأسترالية لكرة المضرب, المعروفة الآن باسم أستراليا المفتوحة لسنة 1938:

## الكبار

### فردي رجال
دون بدج هزم جون برومويتش 6-4 6-2 6-1

### فردي سيدات
دوروثي تشيني هزم  دوروثي ستيفنسن 6-3, 6-2